# Toselli-Serenade
Toselli-Serenade ist eine italienisch-französische Filmromanze aus dem Jahre 1950 von Duilio Coletti mit Danielle Darrieux und Rossano Brazzi in den Hauptrollen und erzählt sehr frei von der tragischen Liebe des italienischen Komponisten Enrico Toselli zur Prinzessin Luise von Habsburg-Lothringen.

## Handlung
Prinzessin Luise von Habsburg-Lothringen ist aus dynastischen Gründen mit Friedrich August, Erbprinz von Sachsen, verheiratet worden. Sie genießt im Volk aufgrund ihrer modernen Ansichten bezüglich freiheitlich-demokratischer Belange ein hohes Ansehen. Der sächsische Hof unter der Herrschaft König Georgs sieht ihre Beliebtheit sehr kritisch, und daher nutzt der starrsinnige Monarch 1902 eine harmlose Eskapade der jungen Frau als Anlass dafür, sie in eine Nervenheilanstalt wegzusperren. Luise gelingt jedoch die Flucht nach Italien. In Florenz lernt sie den talentierten Komponisten und Pianisten Enrico Toselli kennen. Beide verlieben sich rasch ineinander. Als die Prinzessin beim Tod König Georgs 1904 nach Dresden zurückbeordert wird, um ihren ehelichen Pflichten nachzukommen, die Monarchie zu repräsentieren und ihren guten Ruf zum Wohle des Landes einzusetzen, lehnte sie dieses Ansinnen ab und bleibt in Italien.
Luise lebt mit Toselli in Florenz und heiratet nach der Annullierung ihrer Ehe 1907 den Musiker. Doch das Glück währt nur kurz, denn mit der Eheschließung beginnt Toselli in eine Schaffenskrise abzurutschen. Luise sieht in ihrer Anwesenheit ursächlich die Schuld für seine ausbleibenden künstlerischen Inspirationen. Sie beschließt, ihren Gatten für eine Weile allein zu lassen, in der Hoffnung, dass die Einsamkeit Toselli helfen kann, zu seinen künstlerischen Wurzeln zurückzufinden. Aber Enrico glaubt, verlassen und verraten worden zu sein, und erkrankt daraufhin schwer. Erst spät erfährt Luise von seinem gesundheitlichen Zustand und seinem sich abzeichnenden Ende. Als der Erste Weltkrieg ausbricht, befindet sie sich im Ausland und kann nicht mehr zu ihrem Gatten zurückkehren. In ihrem letzten Lebensabschnitt wird sie schwermütig und verliert schließlich den Verstand.

## Produktionsnotizen
Toselli-Serenade wurde von Mitte Mai bis Anfang Juli 1950 mit Außenaufnahmen in Rom, Florenz, Stresa und Wien (Schloss Schönbrunn, Theater in der Josefstadt) hergestellt. Der Film wurde am 14. November 1950 uraufgeführt, die Deutschland-Premiere fand am 2. März 1951 statt.
Piero Gherardi gestaltete die Filmbauten, Maria de Matteis entwarf die Kostüme.

## Historischer Hintergrund
Der Film geht mit den historischen Fakten äußerst freigiebig um. Mit Ausnahme der Liebesbeziehung und der sehr kurzen Ehe mit Enrico Toselli (1883–1926) (Bildnis rechts oben) stimmt kaum eine der im Film geschilderten Begebenheiten. Prinzessin Luise (1870–1947) (Bildnis rechts unten) aus dem Haus Habsburg-Lothringen war nur sehr kurz (1907/08) mit Toselli zusammen. Bereits 1912 ließ sich das Ehepaar scheiden, sodass de facto alle im Film nach 1912 stattfindenden Begebenheiten nicht zutreffen.

## Synchronisation
| Rolle                                    | Darsteller        | Synchronsprecher |
| ---------------------------------------- | ----------------- | ---------------- |
| Prinzessin Luise von Habsburg-Lothringen | Danielle Darrieux | Gisela Trowe     |
| Enrico Toselli                           | Rossano Brazzi    | Peter Mosbacher  |

Hans F. Wilhelm zeichnete für das deutsche Dialogbuch und die Dialogregie verantwortlich.

## Kritik
Das Lexikon des Internationalen Films ließ kein gutes Haar an dem Streifen: „Die (völlig unhistorische) Ehebruchsgeschichte zwischen dem Komponisten Enrico Toselli (1883-1920) [sic!] und der Prinzessin Luisa von Toscana, die ihren Ehemann, König Friedrich August III. von Sachsen, als Kronprinzessin vor dessen Thronbesteigung (1904) bereits verlassen hatte, deren Ehe jedoch tatsächlich nie geschieden wurde. Anders in diesem rührseligen Film, der im Stil einer Gartenlauben-Geschichte Liebe, Krankheit, Verzicht und Tod (der Prinzessin Luisa im Jahr 1947) aneinanderreiht; voller haarsträubender Regiefehler und auch schauspielerisch niveaulos.“